# Programa de Colaboración Estatal

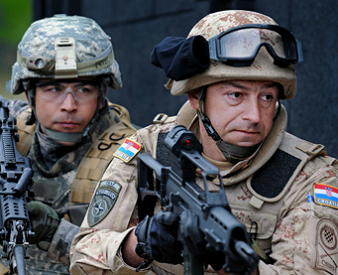
Los soldados de Croacia y de Minnesota se preparan para despejar una habitación juntos en el JMRC

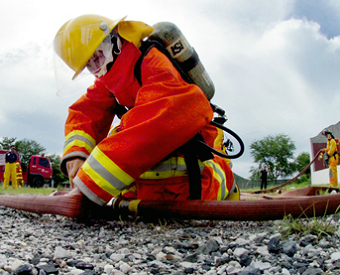
Un bombero tailandés se entrena con la Guardia Nacional de Washington

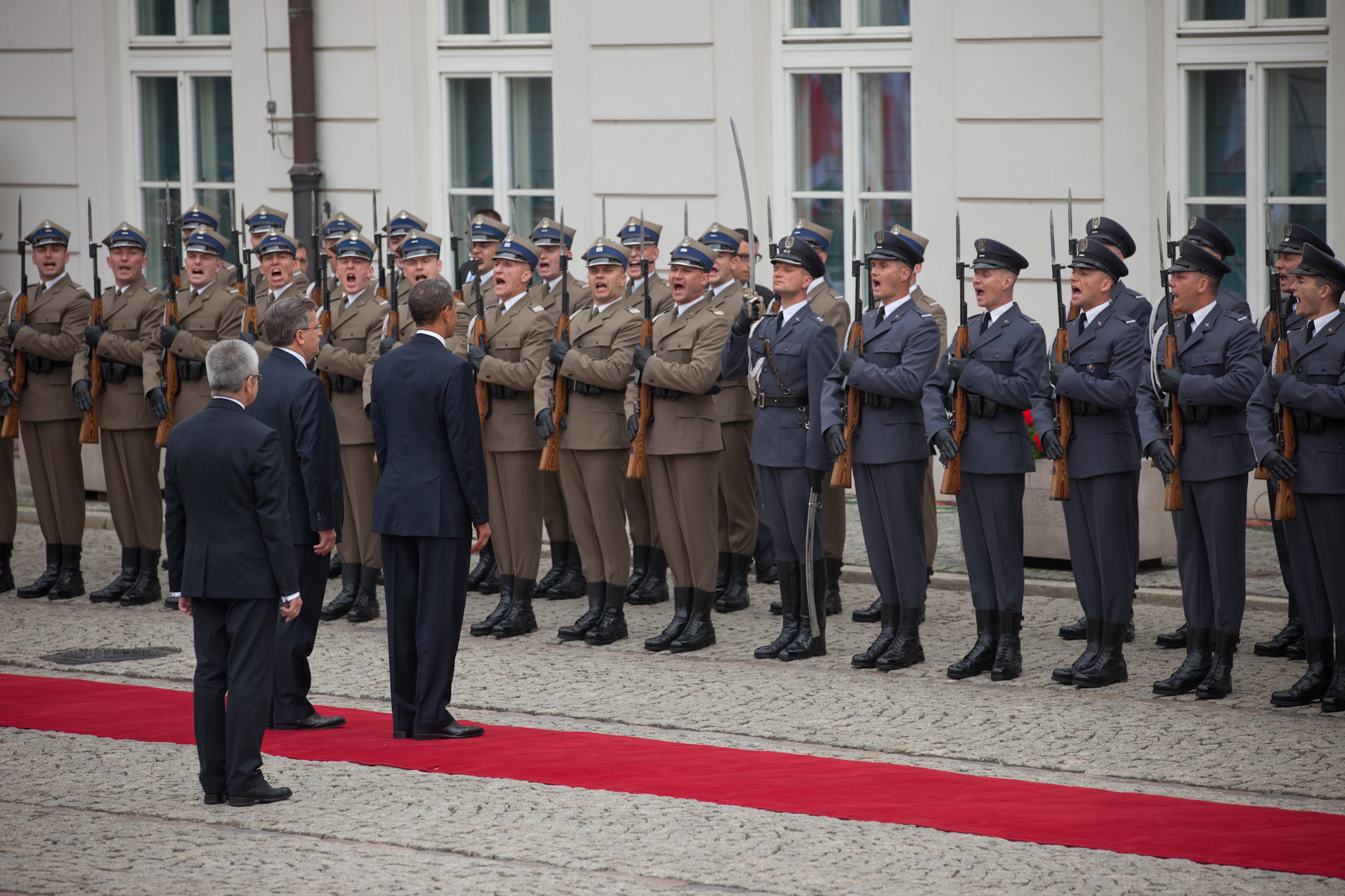
El presidente Barack Obama pasa revista a soldados polacos junto a los soldados de Illinois

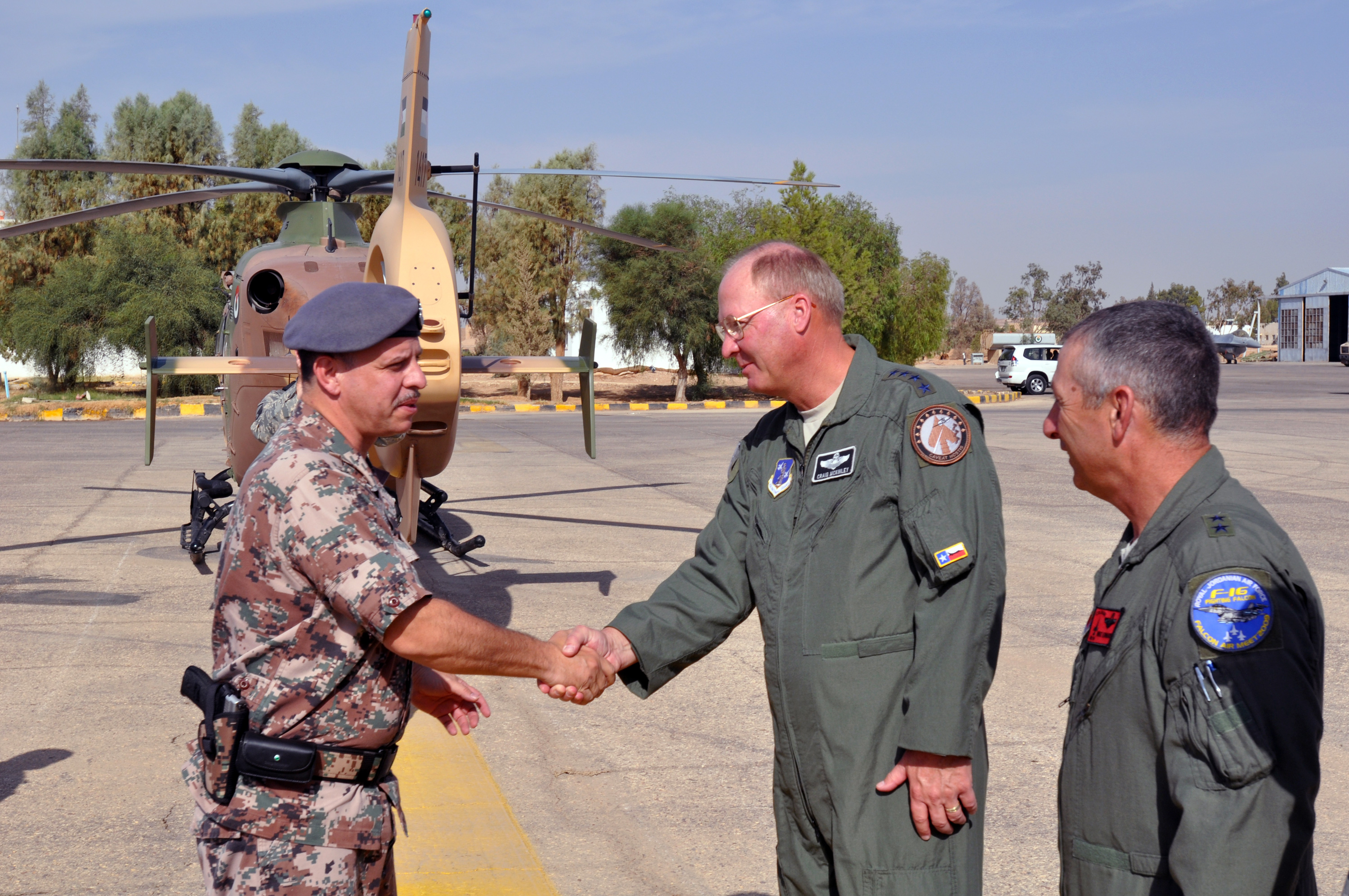
Príncipe Feisal Ibn Al-Hussein de Jordan saluda el general Craig McKinley y CO-TAG en Jordania

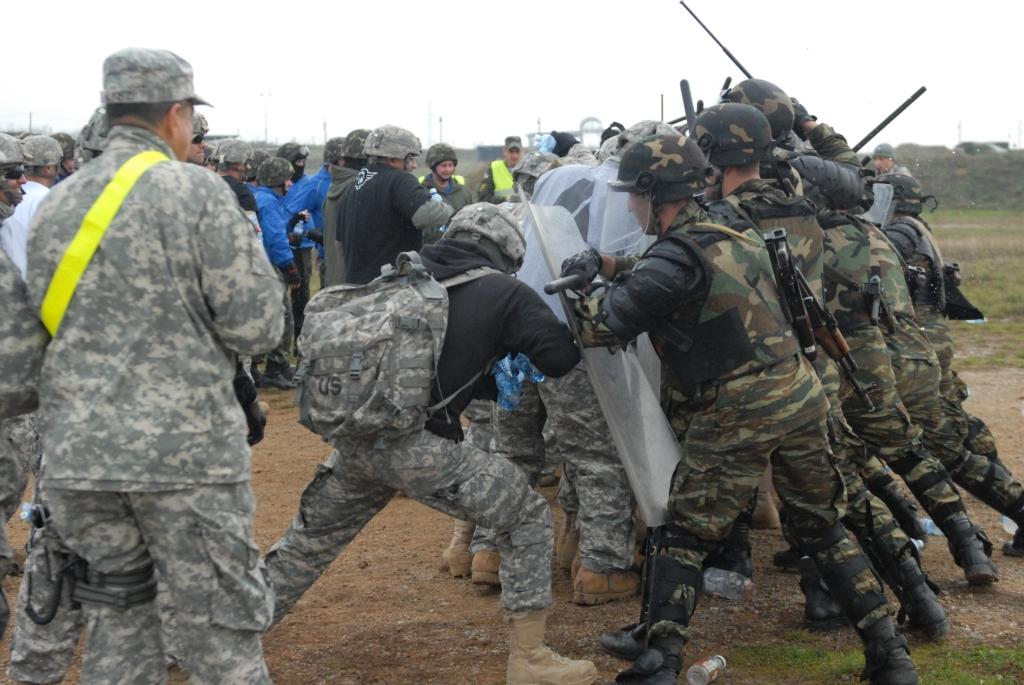
Soldados de Kansas y Armenia practican un ejercicio de control de disturbios

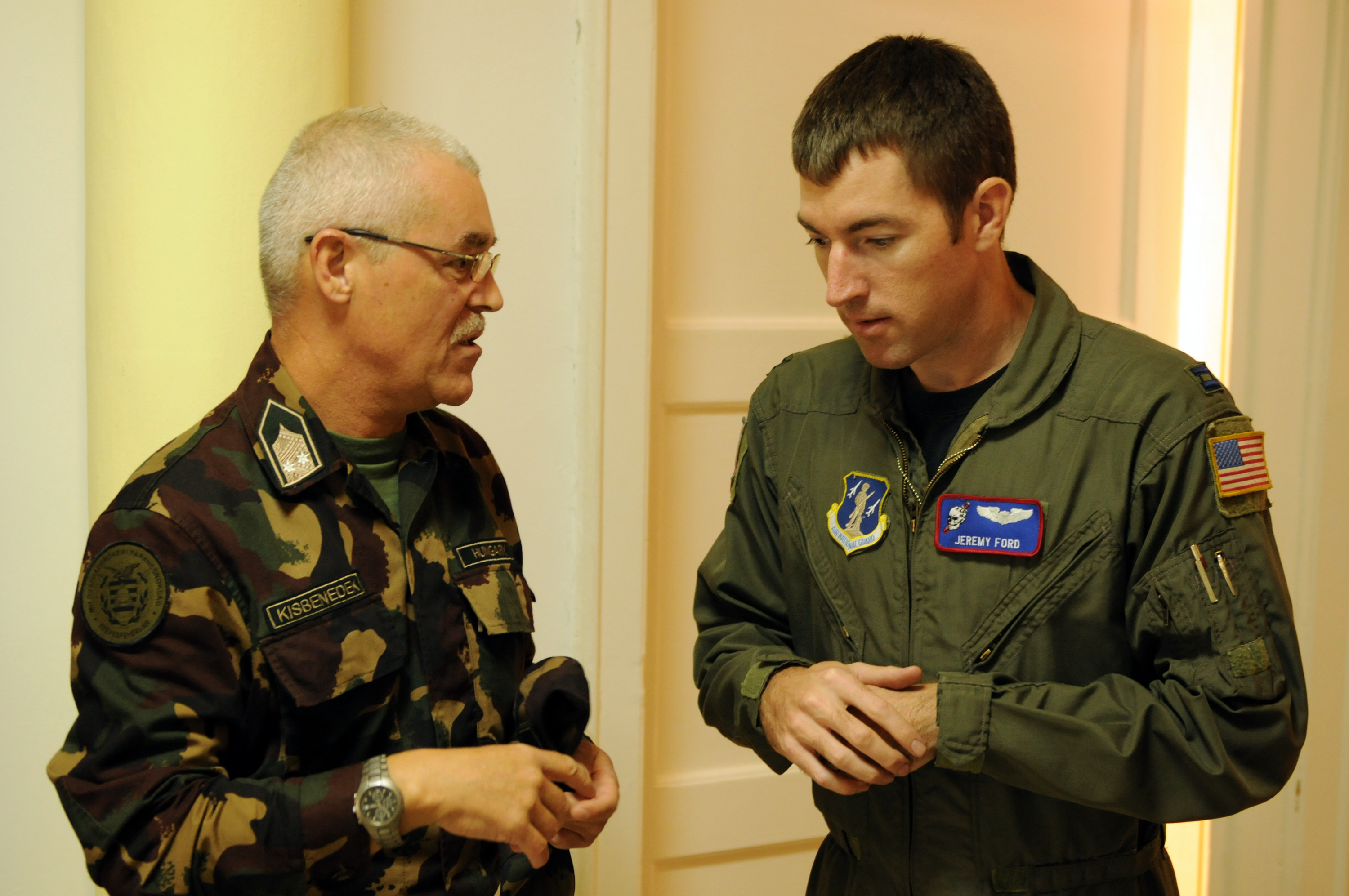
Oficial de Asuntos Bilaterales de la Guardia Nacional de Ohio (BAO) en Hungría, habla con un homólogo húngaro

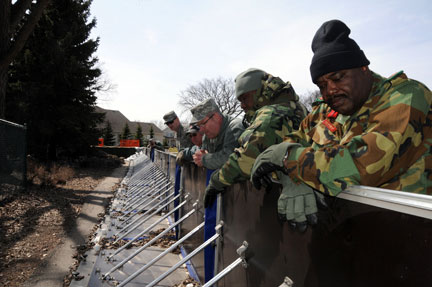
Tren con Guardias de Dakota del Norte y soldados de Ghana en tareas de protección de inundaciones.

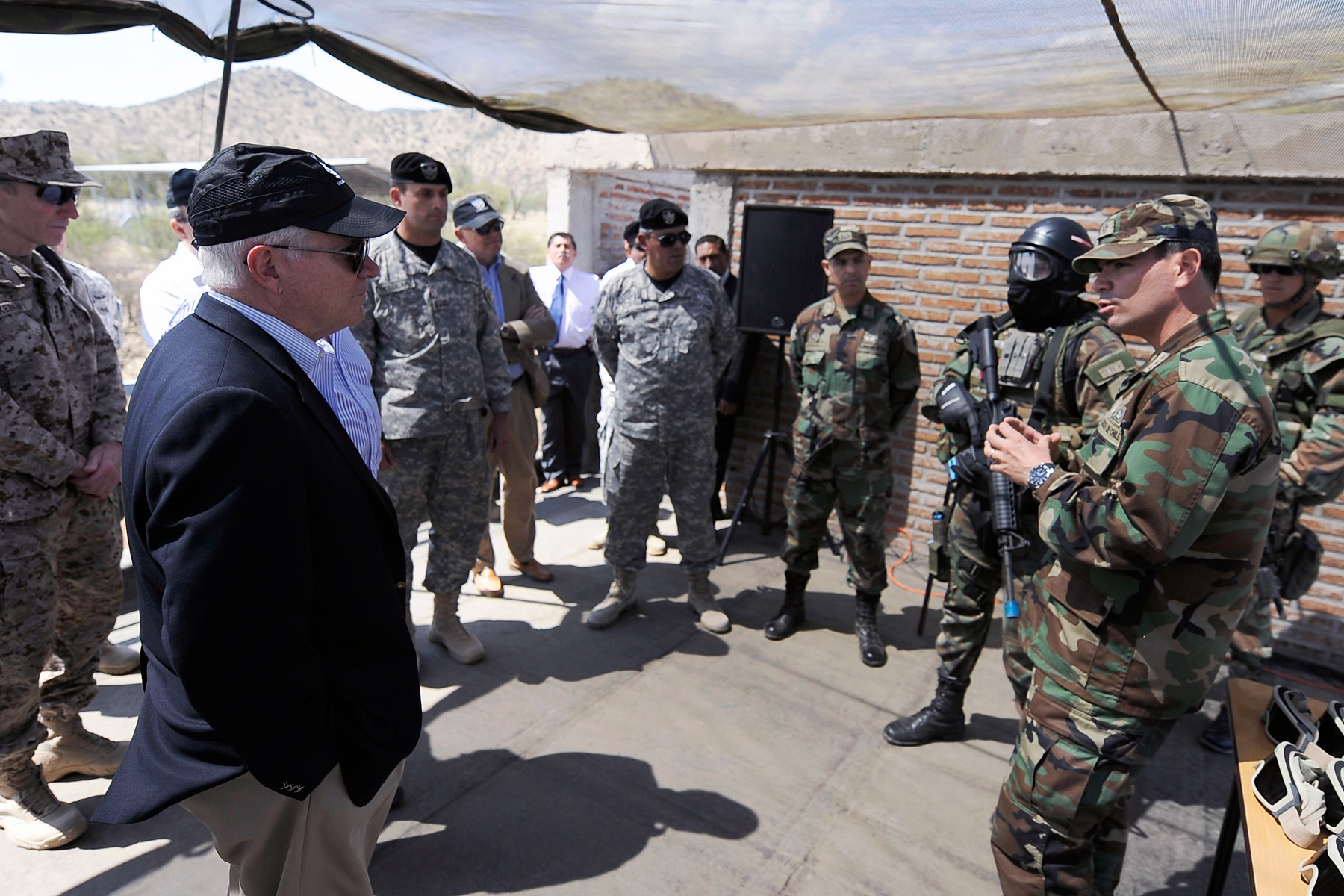
El secretario Gates habla con las Fuerzas Especiales chilenas junto a la Guardia de Texas.

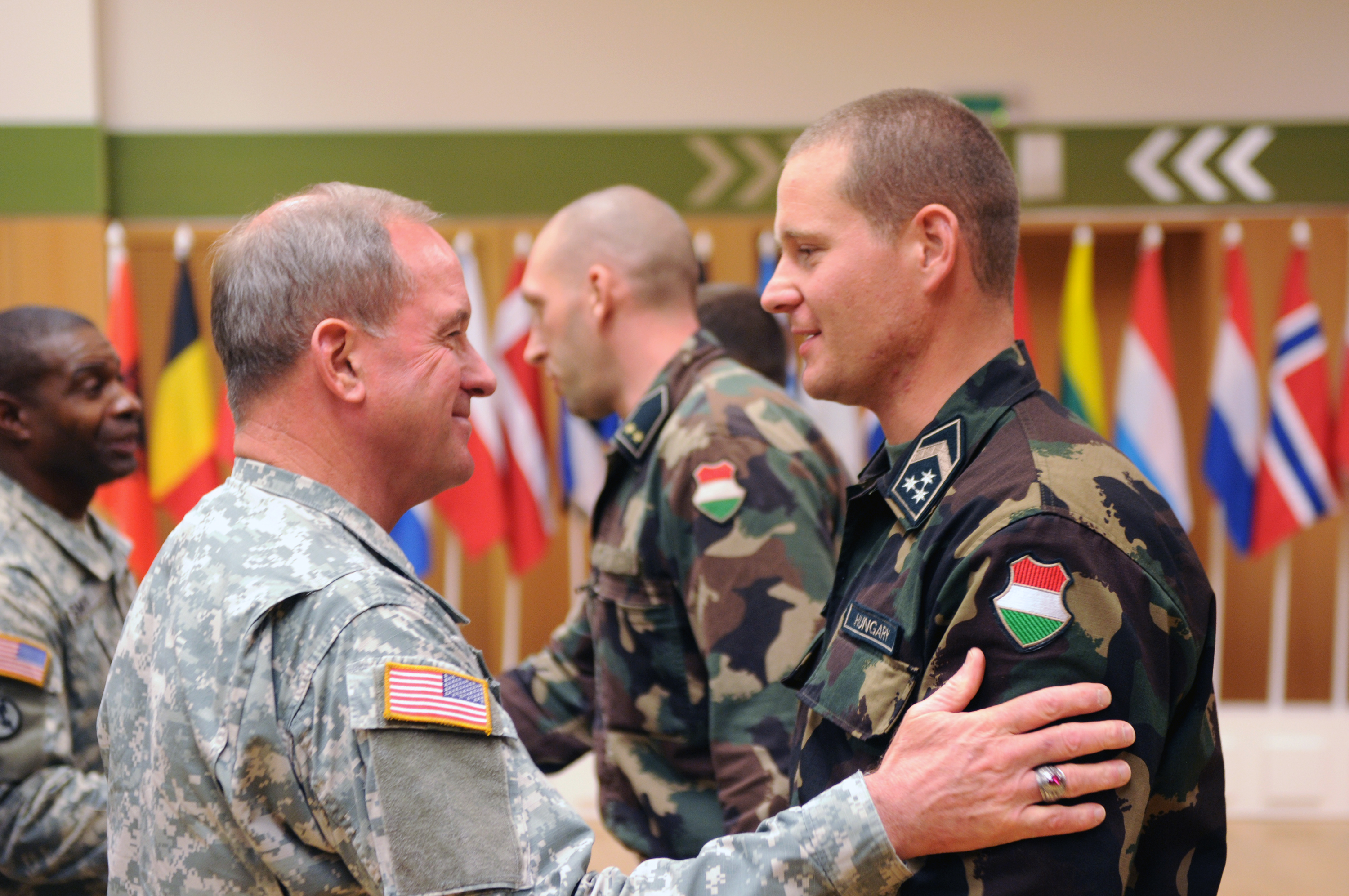
Los premios Ohio TAG, la medalla honor de Ohio a soldados húngaros.

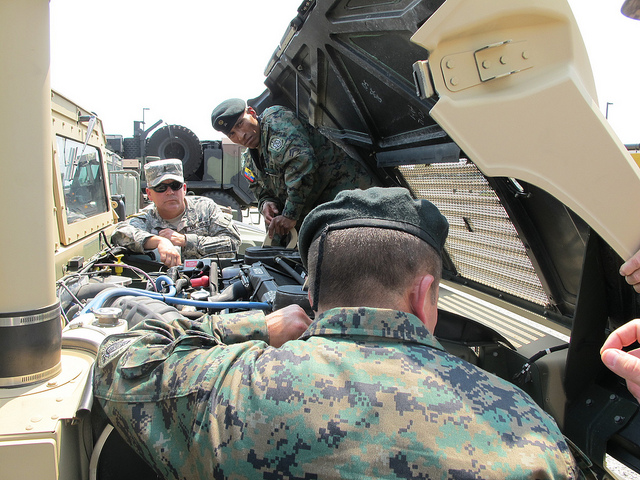
Los soldados ecuatorianos actúan HMMWV mantenimiento con Kentucky Guardsmen

El Programa de Colaboración Estatal del Departamento de Defensa (SPP) es un programa del departamento de defensa de los Estados Unidos manejado por la guardia nacional, que asocia estados de dicho país con diversos países del mundo con el propósito de sostener los objetivos de cooperación del Comando geográfico de Combatientes Unificado (CCMDs)
Uniendo estados de EE. UU. con países asociados designados, el SPP apunta a promover el acceso, mejorar capacidades militares, mejorar operabilidad conjunta y mejorar los principios de gobernabilidad responsable.
Además, el SPP apunta a apoyar diversas áreas de potencial interés para el congreso de los Estados Unidos, por ejemplo:
- Ayudar en la prevención de estados fallidos y en la creación de regiones estables.
- Mejorar las capacidades de las naciones asociadas para proteger sus ciudadanos
- Fortalecer relaciones para facilitar el acceso y la operación conjunta.
- Mejorar la conciencia cultural y las habilidades entre en personal militar de Estados Unidos.
- Fomentar la integración de las fuerzas activas y de reserva en una "fuerza total"

Todas las actividades del Programa de Colaboración Estatal del Departamento de Defensa son cordinadas por el Comando de Combatientes Unificado, los equipos de embajadores nacionales de los Estados Unidos, los estados asociados y otras agencias cuando apropiado, para asegurar que el apoyo de la Guardia Nacional esté orientado a satisfacer los objetivos de los Estados Unidos y los países miembro. Específicamente, todas las actividades deben satisfacer el Plan de Campaña, así como también las misiones individuales de los embajadores norteamericanos en los países donde operan. El carácter civil-militar único de la Guardia Nacional permite la participación activa en un amplio rango de actividades de seguridad en cooperación. Por ejemplo:
- Gestión de emergencias y respuesta frente a desastres.
- Seguridad fronteriza y portuaria.
- Liderazgo y desarrollo de Operaciones Centradas en Redes
- Capacidades médicas.
- Seguridad económica.
- Protección de recursos naturales.
- Operaciones de mantenimiento de la paz.
- Contrarrestar el tráfico.
- Contener la proliferación.
- Contraterrorismo.

## Historia
A medida que la Unión Soviética se desintegró entre 1989 y 1991, los funcionarios del gobierno de Estados Unidos exploraron opciones para minimizar la inestabilidad y alentar a los gobiernos democráticos en los países del antiguo bloque soviético. Uno de los esfuerzos para hacer frente a estos objetivos de política consistía en ampliar los contactos entre militares con los nuevos estados independientes de Europa central y oriental para promover la subordinación al liderazgo civil, el respeto de los derechos humanos, y una postura militar orientada a la defensiva. En ese momento, la mayoría de estos nuevos estados independientes tenían militares basados en el modelo soviético y centrados en la lucha contra amenazas a países de la OTAN.

El comienzo del programa fue una petición del gobierno de Letonia para la ayuda en el desarrollo de un modelo militar basado en el de ciudadano-soldado de la Guardia Nacional. El general del ejército norteamericano, Colin Powell, jefe del Estado Mayor Conjunto en el momento y el general del ejército John Shalikashvili, a continuación, Comando Europeo (EUCOM) comandante, abrazó el concepto como una forma de crear asociaciones con los países no pertenecientes a la OTAN en la región, ya que establecieron los gobiernos democráticos y las economías de mercado.
El EUCOM estadounidense tomó la delantera en este esfuerzo mediante el establecimiento del Programa de Contacto Equipo Conjunto (JCTP) en 1992. El JCTP estuvo compuesta inicialmente por el personal de componentes activos e incluyó a miembros de las fuerzas especiales debido a sus habilidades lingüísticas. Sin embargo, cuando el JCTP comenzó a enganchar las naciones bálticas de Letonia, Estonia y Lituania, altos funcionarios de defensa insistieron en que el personal de la Guardia Nacional y la Reserva juegan un papel principal en cualquier equipo de enlace militar que operan en dichos países, aparentemente en respuesta a esos gobiernos ' deseo de establecer instituciones de defensa de reserva centrada y para mitigar las preocupaciones rusas sobre la expansión de Estados Unidos en sus antiguos satélites. "Estados Unidos estaba tratando de colaborar con las antiguas naciones comunistas que estaban en el Pacto de Varsovia, y el uso de las tropas en servicio activo que podría haber sido un poco demasiado ofensivo para los rusos o los amigos que estaban allí, así que la idea era utilizar la pequeña la huella de tropas de la Guardia Nacional ", dijo el coronel de la Fuerza Aérea Joey Booher, Jefe de Asuntos internacionales de la Oficina de la Guardia Nacional.
En noviembre de 1992, el teniente general John Conaway, el Jefe de la Oficina de la Guardia Nacional, y el general de brigada Thomas Lennon, jefe de la JCTP, visitaron el Báltico Unos meses después de su viaje, a principios de 1993, la Guardia Nacional inició las primeras asociaciones estatales: Maryland-Estonia, Letonia-Míchigan y Pensilvania-Lituania. asociaciones adicionales se propusieron más tarde en 1993 para Albania, Bielorrusia, Bulgaria, la República Checa, Hungría, Kazajistán, Rumania, Polonia, Eslovaquia, Eslovenia y Ucrania. El SPP asistido el JCTP al proporcionar personal adicional, la financiación y el acceso a personal militar de los Estados Unidos-comunidades herencia étnica que a menudo tenían lenguaje relevante y habilidades culturales.
En la actualidad, 50 estados, dos territorios y el Distrito de Columbia se asoció con 65 países de todo el mundo. Dos relaciones bilaterales también existen entre NGB e Israel y entre Minnesota y Noruega.  habilidades culturales.

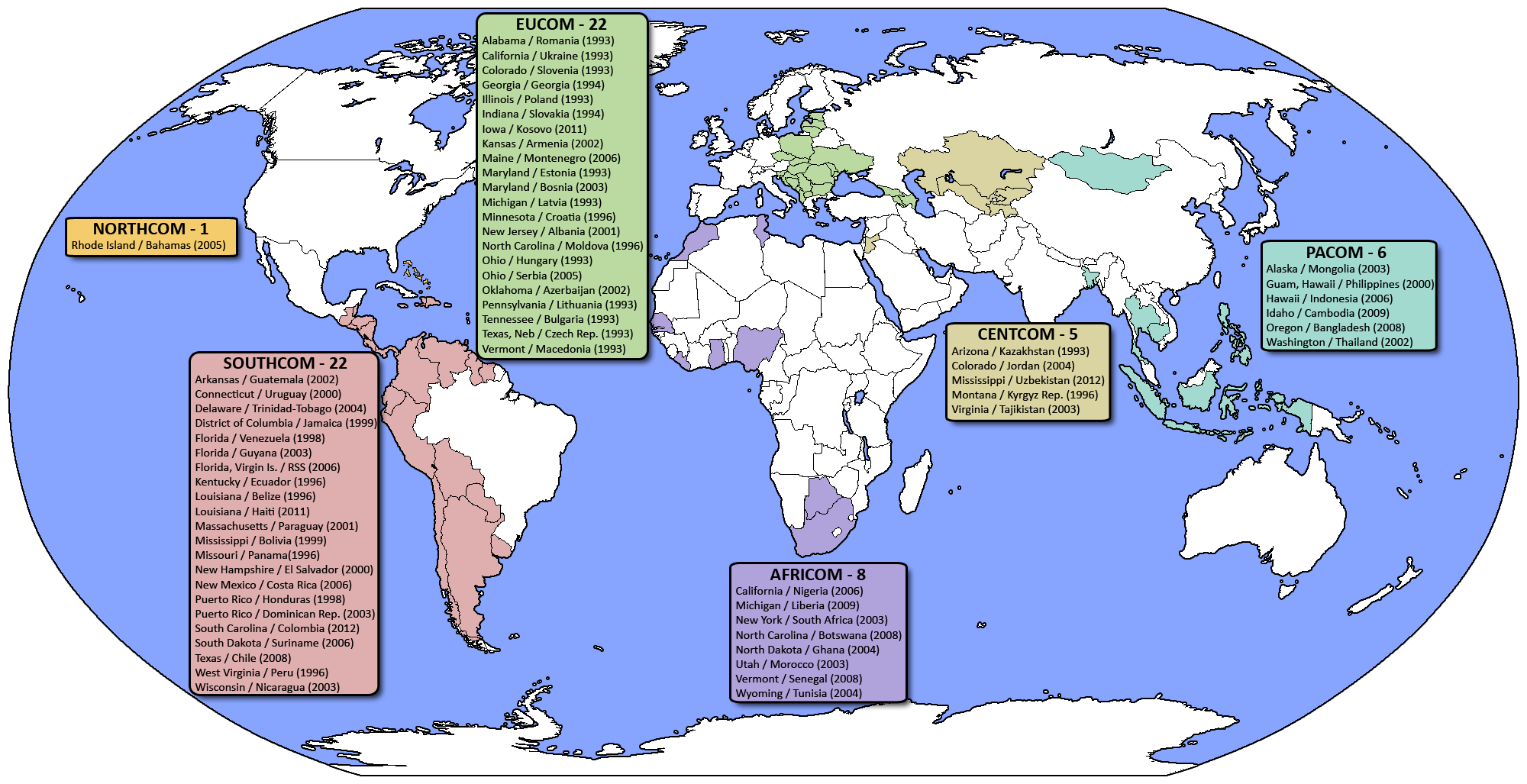
Estados Asociados (2013).

## Sociedades actuales
El Programa de Asociación Estatal consiste en asociaciones / País 65 del Estado dentro de los seis comandos de combate. La siguiente es una lista de cada relación con el año en que se formaron entre paréntesis.
Nota: Comando Norte de Estados Unidos, mantiene actualmente una relación SPP; Rhode Island / Bahamas (2005)

## Beneficios del SPP
En un informe de la Oficina de Responsabilidad Gubernamental (GAO) de Comités del Congreso publicado en mayo de 2012, los participantes del programa de asociación Estado, incluyendo Programa de Asociación de Coordinadores de Estado, oficiales de asuntos bilaterales, y las autoridades del comando combativo, citados beneficios del programa de la siguiente manera:

| Coordinadores de Programa de Sociedad estatales | Agentes de Asuntos bilaterales (BAO) | Oficiales de combatant órdenes |
| --- | --- | --- |
| - Proporciona la experiencia y la formación de la Guardia - Desarrolla relaciones con los países socios - Alienta a los asociados para co-desplegarse en Irak o Afganistán - Mejora la retención o proporciona otros incentivos para la Guardia - Guardias se benefician de las experiencias de los países socios | - Los eventos están ligados a Comando Combatiente (CCG) o misión equipo en el país - La buena comunicación y coordinación entre las partes interesadas - Proporciona el intercambio de información y apoyo a los países socios - Construye relaciones con los países socios - Alienta a los asociados para co-desplegarse en Irak o Afganistán | - Eventos apoyan la misión y los objetivos de comando de combate - Unidades NG poseen habilidades únicas en apoyo de los objetivos CCMD - Alienta el despliegue nación asociada a Irak o Afganistán |

## Pasos para nuevas asociaciones
1. Nación pide participación a través de embajador de EE. UU.
2. El embajador de Estados Unidos hace suya la petición al comandante de combate
3. CCMD asegura solicitud de asociación se ajusta a los objetivos y la estrategia de los Estados Unidos, así como la disponibilidad de fondos
4. Combatiente comandante solicita nominación estado de Jefe de la Oficina de la Guardia Nacional (NGB)
5. Jefe, NGB, designa al Estado de Combatiente comandante
6. Combatiente comandante respalda nominación con notas a embajador de Estados Unidos y director, NGB
7. interacción asociación comienza

## Autoridad estatutaria
El SPP no tiene autoridad legal dedicado; más bien, las actividades SPP se llevan a cabo actualmente en uno o más Título 10 (Fuerzas Armadas), Título 32 (Guardia Nacional) y la Ley de Autorización de Defensa Nacional autoridades que están relacionados con los tipos de misiones llevadas a cabo. Las principales autoridades que pueden ser utilizados por SPP son:
- 10 USC 168 (militar-a-militar contactos y actividades comparables) Esta disposición proporciona autorización para que el Secretario de Defensa para financiar contactos "de militares a militares que están diseñados para fomentar una orientación democrática de los establecimientos de defensa y las fuerzas militares de otros países. "
- 10 USC 1051 (bilateral o programas de cooperación regional). Esta disposición autoriza al Secretario de Defensa para pagar el viaje, mantenimiento y gastos personales similares de personal de defensa de los países en desarrollo en relación con su participación en una conferencia bilateral o regional, seminario o reunión similar, con ciertas restricciones.
- 10 USC 1050 (Cooperación Latinoamericana). Sección 1050 es similar a la Sección 1051, pero específicamente relacionada con el viaje, mantenimiento y compensación especial de funcionarios y estudiantes de los países de América Latina y otros gastos que el Secretario considere necesarios para la cooperación en América Latina.
- 10 USC 1050a (Cooperación de África). Sección 1050a es casi idéntica a la sección 1050, excepto que se aplica a los oficiales y a los estudiantes de los países africanos.
- 10 USC 2010 (ejercicios combinados). Esta disposición autoriza al Secretario de Defensa, previa consulta con el Secretario de Estado, para pagar los gastos adicionales generados por un país en desarrollo como resultado directo de la participación en ejercicios militares bilaterales o multilaterales.
- 10 USC 401 (Asistencia Humanitaria y Cívica). Esta disposición autoriza el Departamento de Defensa para llevar a cabo las actividades de asistencia humanitaria y cívica en las naciones anfitrionas en conjunción con las operaciones militares, si las actividades de promoción de los intereses de seguridad de ambas naciones y se benefician las habilidades de preparación operacional de las fuerzas armadas.
- 10 USC 2561 (Asistencia humanitaria). Esta disposición autoriza el gasto de los fondos de ayuda humanitaria para el transporte de ayuda humanitaria y otros fines humanitarios. 10 USC 2249c (Defensa Lucha contra el Terrorismo Fellowship Program Regional (CTFP), que autoriza el uso de fondos para pagar los costos asociados con la presencia de militares extranjeros, funcionarios del ministerio de defensa, o agentes de seguridad en los Estados Unidos las instituciones educativas militares, los centros regionales, conferencias, seminarios, y en los lugares civiles, u otros programas de formación llevados a cabo bajo la CTFP.
- Ley de Autorización de Defensa Nacional, Sección 1206 - autoridad de financiación para los eventos relacionados con la asociación para el desarrollo de capacidades.
- Programa de Reducción Cooperativa de Amenazas - financiación relacionadas con la prevención de la proliferación de armas y otras actividades.

Para eventos SPP realizados en el extranjero, miembros de la Guardia Nacional se colocan en una situación de servicio por órdenes emitidas bajo la autoridad de 10 USC 12301. Para eventos SPP llevadas a cabo dentro de los Estados Unidos, miembros de la Guardia Nacional se colocan en una situación de servicio por órdenes emitidas bajo 32 USC 502. Esto permite que los miembros participantes para recibir el pago y los beneficios militar apropiada.

## Los mecanismos de financiación
El financiamiento actual de las actividades SPP incluye la paga y las prestaciones para los participantes de la Guardia Nacional, que normalmente son financiados por las cuentas de créditos del Departamento de Defensa del Ejército y personal de la Guardia Nacional Aérea. Sin embargo, aquellos que sirven en el extranjero a tiempo completo en apoyo del programa tienen su paga y las prestaciones cubiertas por el componente activo del Ejército o la cuenta personal de la Fuerza Aérea. Otros costos significativos para SPP son gastos relacionados con los viajes, como el transporte, alojamiento y comidas. Estos gastos pueden ser efectuados por personal de la Guardia Nacional o personal militar extranjero que participan en un evento SPP. Tales gastos relacionados con los viajes se pagan normalmente para salir de una de las cuentas de mantenimiento (O & M) Operaciones y, aunque algunos de los gastos de viaje de personal de la Guardia Nacional se pueden pagar de cuentas del personal. Estos fondos O & M ha fluido históricamente al SPP a través de una serie de programas y actividades:
- Combatiente del comandante tradicional Actividades (TCA)
- División de Asuntos Internacionales de la Oficina de la Guardia Nacional
- Fondo de Iniciativa de combatiente comandante (CCIF)
- Varsovia Fondo de Iniciativa / Asociación para la Paz (WIF / APP)
- La lucha contra el terrorismo Fellowship Program (CFTP)
- Programa de Reducción Cooperativa de Amenazas (CTR)
- Fondo regional de iniciativa de Asia y el Pacífico (APRI)
- Cooperación de América Latina (LATAM COOP)
- Desastres y Asistencia Humanitaria y cívica en el extranjero (OHDCA)
- Minuteman Fellowship (MMF; hoy ya no existe)
- Edificio Socio Capacidad (BPC)
- Asistencia humanitaria en el extranjero (OHA)